# Claudio Bizzarri
Pour les articles homonymes, voir Bizzarri.
Claudio Bizzarri  est un footballeur italien né le 21 décembre 1933 à Civitanova Marche et mort le 6 novembre 2016 à Porto Sant'Elpidio. Il évoluait au poste d'ailier gauche.

## Biographie

### En club
Claudio Bizzarri commence sa carrière au  sein du Civitanovese Calcio (en) en 1951.
En 1952, il rejoint le Venise FC.
Après deux saisons à Venise, il devient joueur de l'AC Fiorentina. Avec la Viola, il est sacré Champion d'Italie en 1956.
Lors de la campagne de Coupe des clubs champions en 1956-1957, Giuseppe Virgili dispute 3 matchs.
Il marque un but lors du huitième de finale aller contre l'IFK Norrköping. Il dispute également la finale perdue contre le Real Madrid 0-2.
En 1958, il est transféré à la Lazio Rome. Le club remporte la Coupe d'Italie en 1958.
Il raccroche les crampons après la saison 1962-1963.

## Palmarès
| AC Fiorentina \| - Championnat d'Italie (1) : - Champion : 1955-56. - Vice-champion : 1957-58. - Coupe des clubs champions : - Finaliste : 1956-57. \| \| - Coupe Grasshoppers (1) : - Vainqueur : 1957. \| |  | Lazio Rome - Coupe d'Italie (1) : - Vainqueur : 1958. |
| - Championnat d'Italie (1) : - Champion : 1955-56. - Vice-champion : 1957-58. - Coupe des clubs champions : - Finaliste : 1956-57.                                                                          |  | - Coupe Grasshoppers (1) : - Vainqueur : 1957.        |